# BA 시티플라이어
BA 시티 플라이어(영어: BA CityFlyer)는 영국의 지역 항공사로 총 18개 노선을 취항하고 있다. 본사는 영국 맨체스터에 위치해 있으며 2007년에 설립했다. 또한 사용하고 있는 허브 공항으로 런던 시티 공항이 있다.

## 역사
1991년 3월 에어 유로 익스프레스의 모회사의 ILG의 방침에 따라 해산된 때, 에어 유로 익스프레스의 경영진이, 같은 해 5월부터 자사의 기재 쇼트 360 기종으로 운항을 재개 시킨 유로월드 항공이 BA 시티 플라이의 모체이다.
처음부터 영국항공과 코드 쉐어 운항을 하고 1992년에 회사명을 시티 플라이 익스프레스로 변경했다. 1993년에 영국항공의 프랜 차이즈를 받고 당시 ATR 42 항공기 등이 모두 영국항공의 도장 후 1997년에 BAE 146을 도입하고 제트기 운항을 시작해 런던 개트윅 공항을 허브 공항으로 하는 영국항공의 지역 항공사로 성장하게 되었다.
2006년 2월 1일, BA 커넥트에 합병 했으나, 2007년 3월 영국 항공 이 BA 커넥트 노선의 대부분을 플라이비에 양도 했지만 런던 시티 공항 노선의 경우 양도하지 않고 이 노선을 운항하는 노선으로 현재의 사명으로 변경했다.

## 보유 기종

### 현재 보유 중인 기종
- 2012년 4월 기준으로 BA 시티 플라이어는 다음과 같은 기종을 보유하고 있으며 현재 보유하고 있으며 평균 기령은 1.1년으로 기령이 가장 짧은 편에 속한다.[1][2]